# Montpellierský oblouk
Montpellierský oblouk je v geometrii zborcená plocha a jeden z konusoidů, jehož řídicí křivky jsou polokružnice, přímka rovnoběžná s rovinou této polokružnice (ale neležící v ní) a konečně přímka procházející středem polokružnice a kolmá k její rovině. Plocha je tvořena přímkami, které protínají všechny tři řídicí křivky. Používá se jako přechodová plocha např. mezi čtvercem a kružnicí, což je častý případ ve vzduchotechnice.

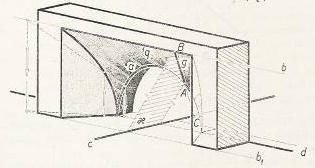
Montpellierský oblouk (ruční kresba)
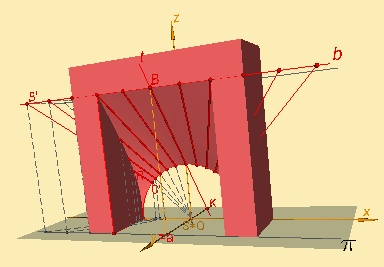
Montpellierský oblouk (kresba počítačem)